# زیبایی‌شناسی ژاپنی
زیبایی‌شناسی ژاپنی (انگلیسی: Japanese aesthetics) مجموعه‌ای از آرمان‌های باستانی را شامل می‌شود که شامل وابی (زیبایی گذرا و واضح)، سابی (زیبایی پتینه طبیعی و پیری) و یوگن (لطف و ظرافت عمیق) است. این ایده‌آل‌ها و سایر آرمان‌ها، زیربنای بسیاری از هنجارهای فرهنگی و زیبایی‌شناختی ژاپنی‌ها در مورد چیزهایی هستند که با سلیقه یا زیبایی در نظر گرفته می‌شوند؛ بنابراین، در حالی که در جوامع غربی به عنوان یک فلسفه دیده می‌شود، مفهوم زیبایی‌شناسی در ژاپن به عنوان بخشی جدایی ناپذیر از زندگی روزمره تلقی می‌شود. زیبایی‌شناسی ژاپنی اکنون انواع مختلفی از ایده‌آل‌ها را تشکیل می‌دهد، در حالی که برخی دیگر مدرن و گاهی تحت تأثیر فرهنگ‌های دیگر هستند.

## یوگن

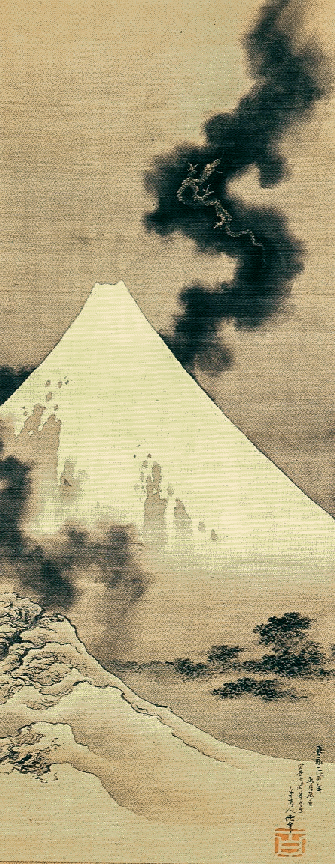
"اژدهای دود فرار از کوه فوجی"، نقاشی توسط کاتسوشیکا هوکوسای

«یوگن» (幽玄) یک مفهوم مهم در زیبایی‌شناسی سنتی ژاپن است. ترجمه دقیق کلمه بستگی به زمینه دارد. در متون فلسفی چینی، این واژه از yūgen به معنای «تیر»، «عمیق» یا «اسرارآمیز» گرفته شده است. در نقد شعر ژاپنی واکا (شعر) برای توصیف ژرفای ظریف چیزهایی که فقط به‌طور مبهم در اشعار پیشنهاد می‌شود استفاده می‌شد و همچنین نام سبکی از شعر (یکی از ده سبک ارتدکس) بود. سبک‌هایی که فوجیورا نو تیکا در رساله‌های خود ترسیم کرده است.
یوگن چیزی را پیشنهاد می‌کند که فراتر از آن چیزی است که می‌توان گفت، اما کنایه از دنیای دیگری نیست. دربارهٔ این دنیا، و تجربه آن است. به گفته زآمی موتوکیو، همه موارد زیر پورتال یوگن هستند:
"برای تماشای غرق شدن خورشید در پشت تپه ای گل پوش.
سرگردانی در جنگلی عظیم بدون فکر بازگشت.
برای ایستادن در ساحل و خیره شدن به قایقی که در پشت جزایر دور ناپدید می‌شود.
برای اندیشیدن به پرواز غازهای وحشی که در میان ابرها دیده و گم شده‌اند.
و سایه‌های ظریف بامبو روی بامبو."
زامی مبتکر هنر دراماتیک نو (تئاتر) بود و کتاب کلاسیک نظریه نمایشی (کادنشو) را نوشت. او از تصاویر طبیعت به عنوان یک استعاره ثابت استفاده می‌کند. به عنوان مثال، «برف در یک کاسه نقره ای» نشان دهنده «گل آرامش» است.